# Cantone di Le Monêtier-les-Bains
Il Cantone di Le Monêtier-les-Bains era una divisione amministrativa dell'arrondissement di Briançon.
A seguito della riforma approvata con decreto del 20 febbraio 2014, che ha avuto attuazione dopo le elezioni dipartimentali del 2015, è stato soppresso.

## Composizione
Comprendeva i comuni di:
- Le Monêtier-les-Bains
- La Salle-les-Alpes
- Saint-Chaffrey